# بدعت جهانی
بدعت جهانی (به انگلیسی: Heresy) یک فیلم سینمایی کمدی-درام آمریکایی محصول سال ۲۰۰۲ است که در مورد یک گروه موسیقی راک بسیار موفق آمریکایی است که با از دست دادن رهبر خود با انزوا در بریتانیا بهبود می‌یابند.

## بازیگران
- پیتر اوتول در نقش لرد چارلز فاکسلی
- جوآن پلورایت در نقش لیدی دیانا فاکسلی
- آلیسیا سیلورستون در نقش ناتالی بوین
- جیمز وولوت در نقش لئو
- کرام مالیکی-سانچز در نقش فلیت
- کریستوفر بولتون در نقش کارل
- لاکلین مونرو در نقش دیو
- مارتین کلونز در نقش جیمز صدراعظم
- امی فیلیپس در نقش جورجیا
- الکس کارزیس در نقش بن گولد
- هلن بیویس در نقش مارگارت
- ایان داونی در نقش بنسون
- کارلو روتا در نقش تونی مانسون
- Greg Campbell در نقش مرد شماره ۱ / # ۲
- Paul Constable به عنوان یاور شماره ۱
- دانیل پدران به عنوان روزنامه‌نگار شماره ۱
- Simon Greenslade به عنوان کت و شلوار شماره ۱
- Declan O'Reilly به عنوان کت و شلوار انگلیسی # ۲
- اولیویا پالنشتاین به عنوان روزنامه‌نگار شماره ۳
- ریچارد پارتینگتون در نقش مرد در جدول آبجو
- گلین توماس به عنوان روزنامه‌نگار شماره ۲